# Тамм, Ян Денисович
Ян Дени́сович Тамм (эст. Jaan Tamm; 30 декабря 1874 [12 января 1875], Тарвасту, Юрьевский уезд, Лифляндская губерния, Российская империя  — 17 февраля 1933, Таллин, Эстония) — российско-эстонский валторнист и музыкальный педагог. Солист оркестра Мариинского театра, профессор Санкт-Петербургской консерватории, ректор и профессор Таллинской консерватории.
Брат певицы Айно Тамм.

## Биография
Родился в многодетной крестьянской семье Мари и Тениса Таммов, начал обучение музыке (игре на скрипке) у своего отца, который пел и играл на скрипке в церковном хоре. В 1891 году окончил гимназию Хуго Треффнера в г. Тарту. В 1891 году (в 17 лет) переехал в Санкт-Петербург для поступления Санкт-Петербургскую консерваторию, в которую в 1892 году поступил  и в 1897 году окончил по классу валторны у профессора Фридриха Гомилиуса. Сразу после выпуска остался преподавать в консерватории, с 1908 года - профессор СПб консерватории. Среди учеников Яна Тамма — Михаил Николаевич Буяновский. Одновременно работал солистом-валторнистом Придворного симфонического оркестра и оркестра Мариинского театра. Поддерживал дружеские отношения с композитором Александром Глазуновым.
В 1920 году переехал в Таллин и начал преподавать в должности профессора в созданной в 1919 году Высшей музыкальной школе (впоследствии, с 1923 года — Таллинской консерватории), с 1923 года и до конца жизни (1933 год) был ректором консерватории.

## Память

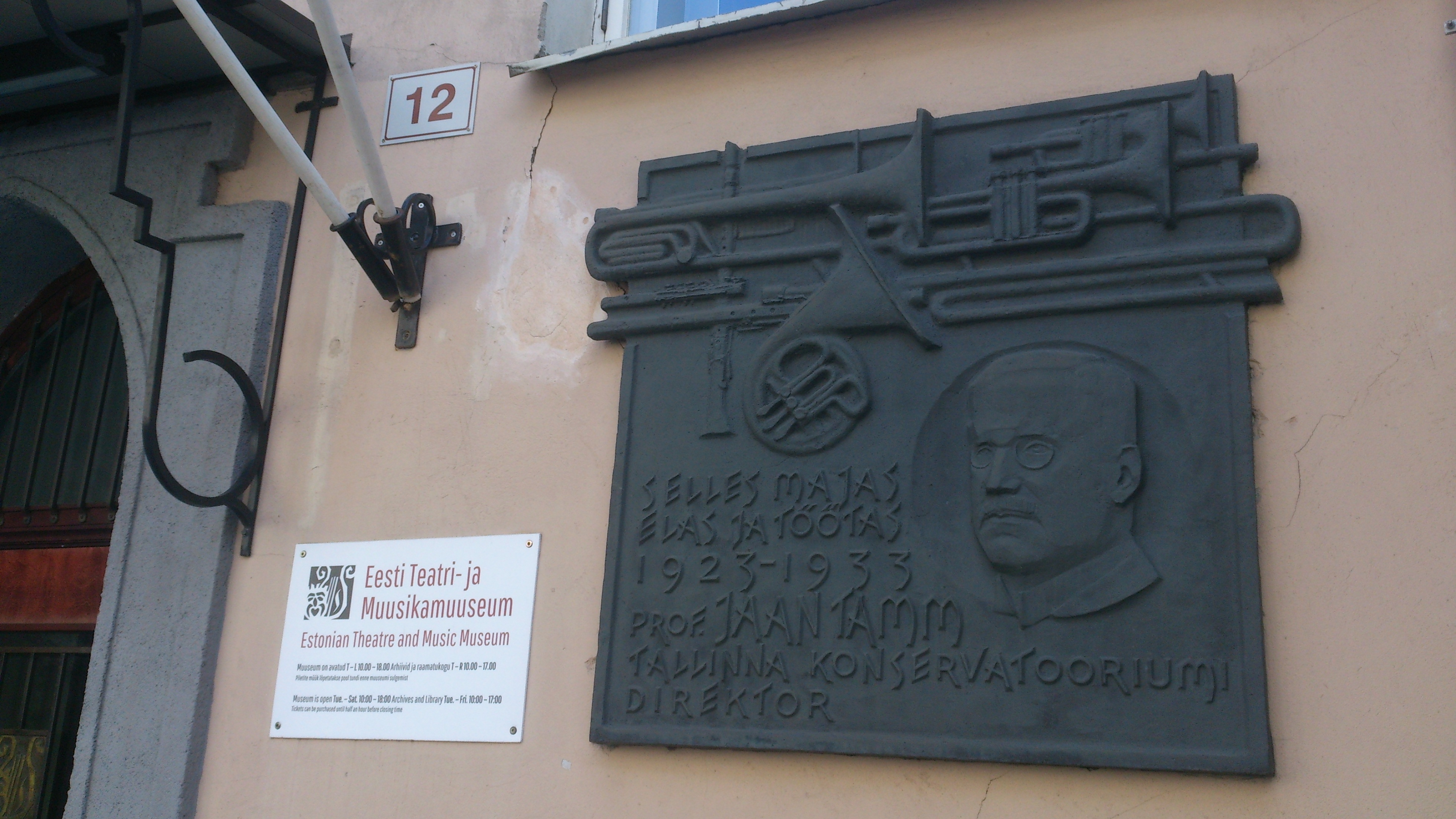
Мемориальная доска Я. Тамму

Мемориальная доска на д. 12 по улице Мюйривахе г. Таллина (Эстония).
В 1975 году имя Тамма было присвоено пользовавшемуся известностью в Эстонии квинтету деревянных духовых инструментов.